# 小室正紀
小室 正紀（こむろ まさみち、1949年 - ）は、日本の経済学者。慶應義塾大学経済学部名誉教授（経済学博士）。専門は、経済史、経済思想史。
東京都出身。1973年慶應義塾大学経済学部卒業。1978年同大学大学院経済学研究科単位取得退学。同年より、同大学経済学部の助手を務める。1986年～1988年オックスフォード大学に留学（その他在外研究としては2000年～2001年、於フィレンツェ大学）。2000年同大学より経済学博士(Ph.D.)取得。福澤研究センター所長、経済学研究科委員長、教科用図書検定調査審議会委員を歴任。2006年慶應義塾評議員。2009年経済学部長に就任。2015年定年退職。2019年12月より石橋湛山研究学会世話人。

## 主な著作・共著
- 『草莽の経済思想』（御茶の水書房 1999年）
- 『晩年の福澤諭吉』（慶應義塾経済学会 2005年）
- 『福沢諭吉書簡集』第1巻～第9巻（慶應義塾大学出版会 2001‐2003）